# Laufferiella elegans
Laufferiella elegans là một loài ruồi trong họ Tachinidae.